# Ford Bronco II
Ford Bronco II — компактный внедорожник, выпускаемый американским производителем Ford в США, на заводе в штате Кентукки, с 1983 до 1990 года.

## История
Первый Bronco II разрабатывался параллельно с пикапом Ford Ranger, который был представлен в 1983 году.
Bronco II 1984—1985 годов предлагался только с бензиновыми карбюраторным мотором Cologne V6 немецкого производства объёмом 2,8 л. мощностью 115 л. с. (86 кВт) при 4600 об/мин, который также устанавливали в Ford Ranger 1984 и 1985 годов. Все Bronco II были полноприводными до 1986 года в качестве стандартной компоновки.
С 1986 года на машину начали ставить впрысковый двигатель Cologne V6 объёмом 2,9 л. мощностью 140 л. с. (104 кВт), а также Bronco II оснастили заднем приводом. Коробка передач могла быть механической или автоматической.
В гамме силовых агрегатов у Bronco II 1986 модельного года появился 2,3-литровый 4-цилиндровый турбодизель Mitsubishi 4D55T, однако он заказывался редко. Также была доступна электронная раздаточная коробка в конце 1986 года и до окончания производства Bronco II. Кнопки переключения находились на небольшой потолочной консоли.

### Рестайлинг
В 1988 году был проведён рестайлинг модели параллельно с модернизацией Ranger. В ходе изменений был затронут внешний вид, а также интерьер внедорожника.
Обновили переднюю часть кузова: новый капот, передние крылья. Была улучшена опорная конструкция автомобиля, переднюю ось заменили с Dana 35 на Dana 28.
Внутри автомобиля была переработана приборная панель.

## Завершение производства
Производство Bronco II было прекращено в феврале 1990 года, на смену ему пришёл более крупный внедорожник Ford Explorer, который также базировался на Ranger. 

## Недостатки модели
В ходе эксплуатации Ford Bronco II выявился конструктивный недостаток: автомобиль был неустойчив на ходу, и мог перевернуться при резком манёвре. Компания знала об этой особенности машины вначале, но не смогла устранить её перед запуском производства. 
Национальное управление безопасности дорожного движения США (NHTSA) начало официальное исследование Ford Bronco II в 1989 году. Однако анализ данных об авариях в 4 штатах показал, что статистика опрокидывания Bronco II была такой же, как и у других внедорожников, поэтому расследование было закрыто. 
В ходе судебных разбирательств компания Ford выплатила покупателям автомобилей 2,4 миллиарда долларов для урегулирования споров и в качестве выплат компенсаций.